# Киленины
Киленины — русский дворянский род, восходящий к XVII веку.
Василий Иванович Киленин московский дворянин и участвовал в «троицком походе», то есть сопровождал в 1683 году царей Иоанна и Петра Алексеевичей в их поездке, во время бывших в Москве смут из Москвы в Троице-Сергиеву лавру.
Род этой фамилии был внесён в VI часть Дворянской родословной книги Костромской губернии Российской империи.

## Описание герба
В верхней красной половине щита крестообразно положены серебряные ружье и шпага, а над ними — пушечное ядро. В нижней половине голубого цвета две городские стены золотом перпендикулярно означены.
На щите дворянский коронованный шлем. Нашлемник: три страусовых пера. Намёт на щите голубой, подложенный серебром. Герб рода Килениных внесен в Часть 9 Общего гербовника дворянских родов Всероссийской империи, стр. 106.